# Talsarnau
Talsarnau è un villaggio di circa 500 abitanti del Galles nord-occidentale, facente parte della contea del Gwynedd (contea storica: Merionethshire) e situato nell'area del parco nazionale di Snowdonia

## Collocazione
Talsarnau si trova nella parte centro-occidentale della parco nazionale di Snowdonia, ad est del lago (di) Trawsfynydd (Llyn Trawsfynydd)  e tra le località di Porthmadog e Trawsfynydd (rispettivamente a sud-est della prima e ad est della seconda), a pochi chilometri a sud della località "fantastica" di Portmeirion.

## Società

### Evoluzione demografica
Al censimento del 2001, la community di Talsarnau contava una popolazione pari a 525 abitanti, di cui 270 erano donne e 255 erano uomini.